# Juliette Danion
Juliette Danion, née le 7 juillet 1981 à Libourne en Gironde, est une grimpeuse française. Elle a été très active dans les compétitions d'escalade de 2003 à 2008 et gagne notamment plusieurs étapes de la coupe du monde d'escalade 2006 et 2007 en catégorie bloc.

## Biographie
Née à Libourne (France), elle déménage avec ses parents à Paris pendant son enfance. Elle commence l'escalade à l'âge de 14 ans dans les salles d'escalade parisiennes et profite de l'été pour aller grimper dans les Alpes.

## Palmarès

### Coupe du monde d'escalade
- Vice-Vainqueur du classement général de la Coupe du Monde de bloc 2006
- Vainqueur du classement générale de la Coupe du Monde de bloc 2007

### Open International de La Colmiane
- Vainqueur de l’Open International de La Colmiane (France) 2007

### Championnats d'Europe
- 2007 à Birmingham,  Royaume-Uni
  -  Médaille d'or en bloc

### Championnats de France
Championne de France de bloc 
- Médaille d'or  2004 à Apt
- Médaille d'or  2008 à Fontainebleau